# Antagonista (bioquímica i farmacologia)

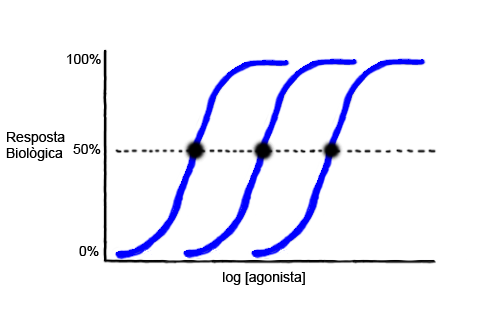
Antagonistes competitius

En bioquímica i farmacologia, un antagonista (del llatí antagonista i aquest del grec ἀνταγωνιστής, qui lluita en contra) és aquella molècula que no té cap resposta biològica a l'unir-se a un receptor però bloquegen la resposta dels agonistes sobre el teixit, òrgan o animal complet. Hi ha dos tipus d'antagonistes:
- Antagonistes competitius: Els antagonistes lluiten contra l'agonista per a unir-se al receptor pel mateix lloc.
- Antagonistes no competitius: Els antagonistes bloquegen al receptor amb la unió d'aquest a un lloc accessori del receptor. Amb aquesta unió, la zona d'unió amb l'agonista canvia de conformació i no deixa que s'unesca al receptor.Antagonistes no competitius

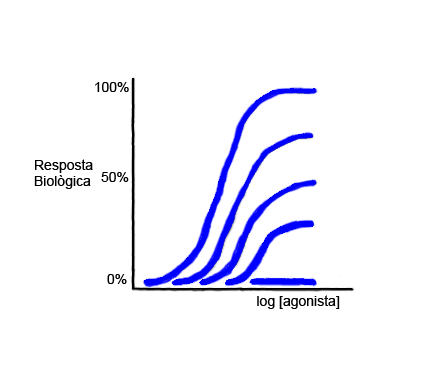
Antagonistes no competitius

Per a mesurar l'efecte dels antagonistes en corbes dosi-resposta, cada corba dosi-resposta representa la concentració d'agonista que cal per a arribar al màxim de resposta biològica que anteriorment se li ha afegit una determinada concentració d'antagonista. Quan més a l'esquerra de la gràfica, cada corba té una concentració d'antagonista més alta.